# Centaurea heterocarpa
Centaurea heterocarpa là một loài thực vật có hoa trong họ Cúc. Loài này được Boiss. & Gaill. ex Boiss. & Gaill. mô tả khoa học đầu tiên năm 1875.